# 100人の女性 (BBC)
100人の女性（100にんのじょせい、英語: 100 Women) は、英国放送協会 (BBC) が21世紀における女性の役割を検証するために2013年に開始したマルチフォーマット・シリーズ。毎年3週間にわたり、女性のトピックに関する放送やオンラインのリポート、討論、報道が続く国際的な「BBC女性シーズン」の始まりに発表される。BBCはこうしたコンテンツへのコメントなどにより、世界各地の女性がこのイベントに参加するよう促している。

## 受賞者

### 2023年
2023年度のリストは11月21日に発表され、気候問題の分野で28人（背景緑）が選ばれた。

#### 政治・権利擁護
| 肖像 | 氏名                       | 出身国                        | 備考                                                                                 |
| ---- | -------------------------- | ----------------------------- | ------------------------------------------------------------------------------------ |
|      | マリアム・アル＝カワジャ   | バーレーン（ デンマーク在住） | 人権活動家。Civicusおよび国際人権サービスの役員                                      |
|      | シャムサ・アラウィーロ     | ソマリア（ イギリス在住）     | 女性器切除に反対する活動家                                                           |
|      | ヤスミナ・ベンスリマネ     | モロッコ                      | Politics4Her創設者。男女同権運動家                                                   |
|      | ヤイル・ブラウド＝バハト   | イスラエル                    | 平和活動家。「平和を行う女性たち」共同代表                                           |
|      | アリシア・カウィヤ         | エクアドル                    | 先住民族の人権活動家                                                                 |
|      | アマル・クルーニー         | レバノン（ イギリス在住）     | 人権派弁護士                                                                         |
|      | ディエンナ・デービソン     | イギリス                      | 庶民院（下院）議員                                                                   |
|      | クリスティアナ・フィゲレス | コスタリカ                    | 外交官、気候変動に関する国際連合枠組条約元事務局長                                   |
|      | ベラ・ガリョス             | 東ティモール                  | 政治活動家、LGBTQ+の人権活動家                                                       |
|      | 五ノ井里奈                 | 日本                          | 元自衛官。自衛隊での性被害を告発。                                                   |
|      | ソニア・グアジャジャラ     | ブラジル                      | 先住民族担当相                                                                       |
|      | レニータ・ホームズ         | アメリカ合衆国                | 住宅問題の人権活動家                                                                 |
|      | ナターシャ・カンディッチ   | セルビア                      | 人権活動家、人道法センター創設者                                                     |
|      | ルクシャナ・カパリ         | ネパール                      | 住宅問題、トランスジェンダーの人権活動家                                             |
|      | ソフィア・コサチョワ       | ロシア                        | 消防士                                                                               |
|      | モニカ・マクウィリアムズ   | イギリス                      | 元政治家、ベルファスト合意の交渉担当者。北アイルランド女性連合共同創設者             |
|      | ナジラ・ムハンマド＝ラミン | 西サハラ                      | 女性の権利、気候変動問題の活動家                                                     |
|      | ウランダ・ムタンバ         | マラウイ                      | 児童婚問題の活動家                                                                   |
|      | タマル・ムセリゼ           | ジョージア                    | 調査報道ジャーナリスト                                                               |
|      | ニーマ・ナマダム           | コンゴ民主共和国              | 障害者の権利の活動家                                                                 |
|      | ミシェル・オバマ           | アメリカ合衆国                | 作家、社会活動家                                                                     |
|      | セピデ・ラシュヌ           | イラン                        | 作家、芸術家                                                                         |
|      | ベルナデット・スミス       | カナダ                        | 行方のわからない先住民族の女性や子どもの家族の支援者。ドラッグ・ザ・レッド共同創設者 |
|      | イリーナ・スタヴチュク     | ウクライナ                    | 欧州気候財団気候政策アドバイザー                                                     |
|      | グロリア・スタイネム       | アメリカ合衆国                | フェミニスト。「ミス」 (Ms.) 誌共同創設者                                            |
|      | スミア・トーラ             | アフガニスタン                | 難民の権利の活動家                                                                   |
|      | 徐棗棗                     | 中国                          | 卵子凍結の活動家。未婚女性の生殖の権利、「からだの自己決定権」を求めた               |

#### 芸能・スポーツ
| 肖像 | 氏名                               | 出身国         | 備考                                                                 |
| ---- | ---------------------------------- | -------------- | -------------------------------------------------------------------- |
|      | アイタナ・ボンマティ               | スペイン       | サッカー選手。女子バロンドール、UEFA女子年間最優秀選手               |
|      | アンティニスカ・チェンチ           | イタリア       | 軽乗馬術家                                                           |
|      | アンドレーザ・デルガード           | ブラジル       | キュレーター。PerifaCon共同創設者                                    |
|      | デサク・マデ・リタ・クスワ・デウィ | インドネシア   | スピードクライミング選手                                             |
|      | アメリカ・フェレーラ               | アメリカ合衆国 | 女優、ラティーノの権利の活動家                                       |
|      | アンヌ・グラル                     | フランス       | コメディアン                                                         |
|      | ジョージア・ハリソン               | イギリス       | テレビタレント。リベンジポルノ問題の活動家                           |
|      | ハールマンプリート・コール         | インド         | クリケット選手                                                       |
|      | イ・テヨン                         | 韓国           | 気候変動問題の活動家                                                 |
|      | ジャスティーナ・マイルズ           | アメリカ合衆国 | 聴覚障害のあるパフォーマー                                           |
|      | ディア・ミルザ                     | インド         | 女優。国際連合環境計画親善大使、サンクチュアリー・ネイチャー財団役員 |
|      | ザンディル・ンドロヴ               | 南アフリカ     | フリーダイビングのインストラクター                                   |
|      | アリス・オーズマン                 | イギリス       | 作家、イラストレーター、シナリオライター                             |
|      | パラミダ                           | ドイツ         | DJ、音楽プロデューサー                                               |
|      | カミラ・ピレッリ                   | パラグアイ     | 七種競技選手                                                         |
|      | アジーザ・スバイティ               | レバノン       | 短距離陸上選手                                                       |
|      | キン・ニン・ワイ                   | ミャンマー     | 女優、活動家                                                         |
|      | ビアンカ・ウィリアムズ             | イギリス       | 短距離陸上選手                                                       |

#### 文化・教育
| 肖像 | 氏名                                   | 出身国                      | 備考                                                                                     |
| ---- | -------------------------------------- | --------------------------- | ---------------------------------------------------------------------------------------- |
|      | アフロゼ＝ヌマ                         | パキスタン                  | 羊飼い                                                                                   |
|      | ホサイ・アフマザイ                     | アフガニスタン              | シャムシャドTVのキャスター                                                               |
|      | エシ・ブオバサ                         | ガーナ                      | 魚売り                                                                                   |
|      | チラ・クマリ・バーマン                 | イギリス                    | 芸術家                                                                                   |
|      | パウリーナ・チジアネ                   | モザンビーク                | カモンイス賞受賞作家                                                                     |
|      | スーザン・エッティ                     | オーストラリア              | サステイナブルツーリズムの専門家                                                         |
|      | リチア・フェルツ                       | イタリア                    | 反エイジズムの活動家、フェミニスト、LGBTQ+の活動家                                       |
|      | ジャンナトゥル・フェルダース           | バングラデシュ              | 映画監督、作家、障害者の権利の活動家                                                     |
|      | ナタリア・イドリソワ                   | タジキスタン                | グリーンエネルギーのコンサルタント                                                       |
|      | ヴィー・カティヴ                       | ジンバブエ（ イギリス在住） | マルチクリエイター、YouTuber                                                             |
|      | フーダ・カッタン                       | アメリカ合衆国              | フーダ・ビューティー創設者                                                               |
|      | ソフィア・キャンニ                     | アメリカ合衆国              | 学生、社会起業家                                                                         |
|      | アラーティ－・クマール＝ラーオ         | インド                      | 写真家                                                                                   |
|      | ルイーズ・マブーロ                     | フィリピン                  | 農家、起業家。国際連合環境計画から「ヤング・チャンピオン・オブ・ジ・アース」に選出される |
|      | マリエタ・モヤシェヴィッチ             | モンテネグロ                | 障害者の権利の活動家                                                                     |
|      | サラ・オット                           | アメリカ合衆国              | 学校教師。全米科学教育センター (NCSE) 気候変動アンバサダー                               |
|      | テンジン・パルモ                       | イギリス（ インド在住）     | 尼僧                                                                                     |
|      | ララ・パスキネッリ                     | アルゼンチン                | 芸術家、弁護士、詩人、レズビアン、フェミニストの活動家                                   |
|      | ジェス・ペッパー                       | イギリス                    | 「気候カフェ」創設者、ロイヤル・ソサエティ・オブ・アーツフェロー                         |
|      | マッチャ・ポーンイン                   | タイ                        | 先住民族とLGBTQ+の権利の活動家                                                           |
|      | カロリーナ・ディアス・ピメンテル       | ペルー                      | ニューロダイバーシティやメンタルヘルスが専門のジャーナリスト                             |
|      | シャイルブ・サギンバエワ               | キルギス                    | フォー・ライフ縫製店共同創設者                                                           |
|      | ダリア・セレンコ                       | ロシア                      | 詩人、作家、政治活動家。「フェミニスト反戦抵抗運動」メンバー                             |
|      | キーラ・シャーウッド＝オリーガン       | ニュージーランド            | 先住民族、障害者の権利の活動家                                                           |
|      | サガリカ・スリラム                     | アラブ首長国連邦            | 教育者、気候問題のアドバイザー                                                           |
|      | クララ・エリザベス・フラゴソ・ウガルテ | メキシコ                    | トラックドライバー                                                                       |
|      | オクサーナ・ザブジコ                   | ウクライナ                  | 作家                                                                                     |

#### 科学・保健・技術
| 肖像 | 氏名                               | 出身国                            | 備考 |
| ---- | ---------------------------------- | --------------------------------- | --- |
|      | バシーマ・アブドゥルラフマーン     | イラク                            | 緑の建築の起業家 |
|      | 巴央                               | 中国                              | 持続可能性に関する活動家 |
|      | アミーナ・アル＝ビッシュ           | シリア                            | ホワイト・ヘルメット隊員 |
|      | ルマイサ・アル＝ブサイディー       | オマーン                          | 科学者 |
|      | サラ・アル＝サッカー               | パレスチナ                        | 総合外科 |
|      | スーザン・チョンバ                 | ケニア                            | 科学者、ワールド・リソーシーズ・インスティテュート理事                                                                                |
|      | リーアン・カレン＝アンズワース     | イギリス                          | 海洋科学者 |
|      | ジャナン・ダデヴィレン             | トルコ                            | 科学者、発明家 |
|      | イザベラ・ドウジク                 | ポーランド                        | サウンドレコーディスト |
|      | マルセラ・フェルナンデス           | コロンビア                        | 探検ガイド |
|      | アナマリア・フォント・ビジャロエル | ベネズエラ                        | 素粒子物理学者 |
|      | チャン・ガン                       | ベトナム                          | バイオガス関連の実業家 |
|      | ティムニット・ゲブル               | エチオピア（ アメリカ合衆国在住） | 人工知能 (AI) の専門家 |
|      | クラウディア・ゴールディン         | アメリカ合衆国                    | 経済学者。ノーベル経済学賞受賞者 |
|      | アンナ・フットゥネン               | フィンランド                      | カーボンインパクト技術の専門家 |
|      | グラディス・カレマ＝ジクソカ       | ウガンダ                          | 獣医、環境保護活動家。NPO「公衆衛生を通した環境保全」創設者。国際連合環境計画から2021年度のチャンピオン・オブ・ジ・アースに選出された |
|      | ソニア・カストナー                 | アメリカ合衆国                    | 山火事検知技術の開発者 |
|      | アストリッド・リンダー             | スウェーデン                      | 交通安全の専門家 |
|      | ネハ・マンカニ                     | パキスタン                        | 助産師 |
|      | ワンジラ・マータイ                 | ケニア                            | 環境アドバイザー。グリーンベルト・ムーブメント元代表                                                                                  |
|      | イサベル・ファリアス・メイヤー     | チリ                              | ジャーナリスト、早期更年期障害の活動家                                                                                                |
|      | ナタリー・サイラ                   | マルタ                            | 医学博士 |
|      | オレーナ・ロズヴァドフスカ         | ウクライナ                        | 子どもの権利の活動家 |
|      | スミニ                             | インドネシア                      | 森林管理官 |
|      | ファビオラ・トレホ                 | メキシコ                          | 社会心理学者 |
|      | ジェニファー・ウチェンドゥ         | ナイジェリア                      | メンタルヘルスの活動家。SustyVibes創設者                                                                                              |
|      | キーユン・ウー                     | シンガポール                      | 環境保護活動家 |
|      | イルハム・ユスフィアン             | イラン（ アメリカ合衆国在住）     | 人権派弁護士、気候問題のアドバイザー。国際障害同盟顧問                                                                                |